# Les Keufs
Pour les articles homonymes, voir Keuf.
Pour plus de détails, voir Fiche technique et Distribution.
Les Keufs est un film français réalisé par Josiane Balasko, sorti en 1987.

## Synopsis
Mireille Molyneux, inspectrice de police, traque les proxénètes. Avec la complicité de Yasmine, une prostituée, elle arrête Charlie, son souteneur. Pour se venger de Mireille, Jean-Pierre, un autre proxénète, l'accuse de corruption. Elle fait alors l'objet d'une enquête de deux inspecteurs de l'IGS : Blondel et Lacroix. Peu après, Charlie est relâché, faute de preuves. Pour garder Yasmine, il enlève son fils et menace de le tuer.

## Fiche technique
- Titre : Les Keufs
- Réalisation : Josiane Balasko
- Scénario : Josiane Balasko, Christian Biegalski et Jean-Bernard Pouy
- Assistance réalisation : Étienne Dhaene
- Photographie : Dominique Chapuis
- Montage : Catherine Kelber
- Musique : Francis Agbo, Raoul Agbo, Manu Dibango et Stéphane Sirkis
- Décors : Carlos Conti
- Costumes : Sophie Breton
- Production : Jean-Claude Fleury
- Sociétés de production : Films A2, G.P.F.I., Images Investissements, Les Films Flam,             Slav 1
- Pays de production :  France
- Langue originale : français
- Format : couleurs - 2,35:1 - 35 mm
- Genre : comédie policière
- Durée : 93 minutes
- Date de sortie : 
  - France : 16 décembre 1987

## Distribution
- Josiane Balasko : inspecteur Mireille Molyneux
- Isaach de Bankolé : inspecteur Blaise Lacroix, de l'IGS
- Jean-Pierre Léaud : commissaire Bouvreuil
- Ticky Holgado : inspecteur Blondel, de l'IGS
- Farida Khelfa : Yasmine
- Catherine Hiegel : Dany
- Jean-Marie Marion : Charlie
- Patrick Pérez : Jeannot
- Florent Pagny : Jean-Pierre
- Dora Doll : Madame Lou
- Marie-France Garcia : la blonde chez Mme Lou
- Véronique Barrault : la brune chez Mme Lou
- Jacques Delaporte : l'inspecteur « MacDo »
- Rocky : Bégude
- Patrick Olivier : l'inspecteur Averell
- Louba Guertchikoff : Madame Ménard
- Max Vialle : le directeur de la PJ
- Jean-François Perrier : le directeur de l'IGS
- Jean-Pierre Dravel : le beauf de passage
- Philippe Dormoy : le patron de l'hôtel
- Alex Descas : « Bob Marley »
- Marie Pillet : Nadia
- Fred Romano : Lisa
- Roger Paschy : le patron du restaurant chinois
- Roschdy Zem : petit rôle
- Bruno Moynot : petit rôle
- Didier Pain : un flic
- Thierry Desroses : un dealer
- Marc Brunet : un facho

## Distinctions
- Jean-Pierre Léaud fut nommé dans la catégorie César du Meilleur second rôle masculin en 1988.